# Николай III (папа римский)
Николай III (лат. Nicolaus PP. III, в миру — Джованни Гаэтано дельи Орсини, итал. Giovanni Gaetano Orsini; ок. 1216 — 22 августа 1280) — происходивший из княжеского семейства Орсини католический прелат, папа римский с 25 ноября 1277 года по 22 августа 1280 года.

## Биография
Джованни был римским дворянином, принадлежащим к влиятельной семье Орсини. Будучи достаточно молодым (в возрасте 28 лет), 28 мая 1244 папой Иннокентием IV был назначен кардиналом-дьяконом с титулярной диаконией Сан-Никола-ин-Карчере. Джованни был одним из кардиналов, сопровождавших Иннокентия IV в Лион на совет 1245 года. Был папским легатом во Флоренции в 1252 году, во Франции в 1258 году, в провинции Сабина в 1262 и в Витербо в 1276 году. Архипресвитер папской Ватиканской базилики с 1276 по 1277, так же кардинал-протодьякон.
Кардинал Джованни Гаэтано Орсини принял участие в конклавах, избравших пап Урбана IV (1261), Климента IV (1265), Григория X (1271), Адриана V и Иоанна XXI (1276).
Джованни был избран папой в Витербо в ноябре 1277 года в качестве преемника Иоанна XXI, во многом благодаря влиянию его семьи, после шестимесячного периода, на протяжении которого Святой Престол был свободен. После избрания он выбрал имя Николая III. Так как он был только кардинал-диаконом, его пришлось в срочном порядке рукоположить в священники и епископы в базилике Святого Петра в Риме.
Его недолгий понтификат (33 месяца) был отмечен несколькими важными событиями. Появился политик, значительно укрепивший позиции Папы Римского в Италии — король Германии Рудольф I Габсбург. С ним папа заключил конкордат в мае 1278 года, по которому Романья и Равеннский экзархат были предоставлены папе. В июле была выпущена Конституция (Fundamenta militantis Ecclesiae) для правительства Рима, которая запретила иностранцам занимать должности, что дало папе возможность контролировать назначение сенаторов Рима. Николай III также издал буллу «Exiit qui seminat» 14 августа 1279 года, чтобы урегулировать спор между группировками внутри ордена францисканцев.
Николай восстановил Латеранский дворец и Ватикан за огромную цену и построил между 1277 и 1278 годами внушительную крепость (известную в наши дни как замок Орсини). Хотя он и был хорошо образован и отличался сильным характером, он навлек на себя порицание за кумовство — усилия продвигать по карьерной лестнице своих внуков и других родственников. Он собирался создать великое государство в северной Италии, которым правили бы Орсини. С этой целью он назначил папским легатом в Тоскане и Романье своего племянника, в качестве помощника отправил к нему еще одного племянника, Бертольдо Орсини, с титулом графа Романьи. Оба смогли прекратить вооруженные беспорядки в регионе, но мир был недолгим.
22 августа 1280 года Николай III умер от инсульта в замке, который он построил в Сориано-нель-Чимино.
Его смерть совпала с приездом в Рим Авраама Абулафии, еврейского каббалиста, который собрался обратить его в иудаизм. По распоряжению Николая III, Абулафия должен был быть казнён на костре при въезде в Сориано-нель-Чимино, где в то время находилась папская резиденция.

## В литературе
Данте в своей «Божественной комедии» помещает Николая III в восьмой круг ада как святокупца.